# برانتینگهام
برانتینگهام (به انگلیسی: Brantingham) یک روستا و محله مدنی در بریتانیا است که در ایست رادینگ آو یورک‌شر واقع شده‌است. برانتینگهام ۳۷۰ نفر جمعیت دارد.